# Union Stiftung

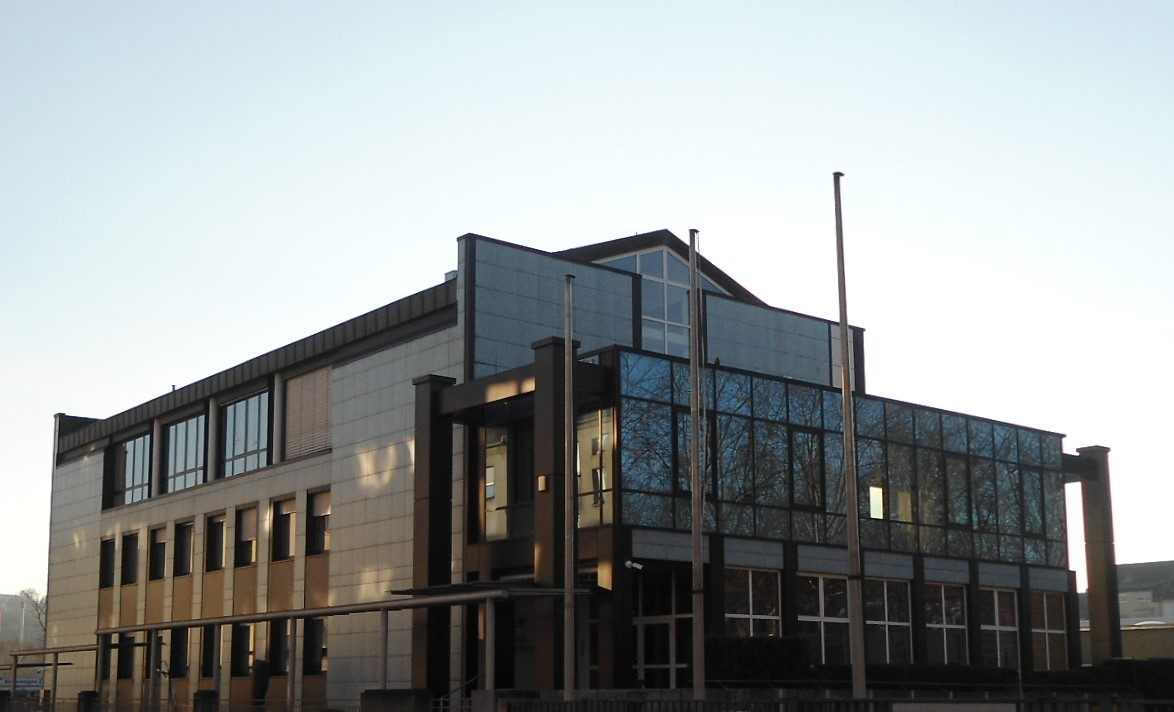
Die Union Stiftung in Saarbrücken-Malstatt

Die Union Stiftung ist eine gemeinnützige parteinahe Stiftung mit Sitz in Saarbrücken (Malstatt).

## Die Stiftung
Die Stiftung wurde am 1. August 1959 gegründet und steht der CDU nahe. Laut ihrer Satzung verfolgt die Stiftung das Ziel, demokratische und staatsbürgerliche Bildung zu betreiben, an internationaler Verständigung, insbesondere der europäischen Einigung mitzuwirken und Wissenschaft, Forschung und Kultur zu fördern und beschreibt sich als „auf der Grundlage eines christlichen Menschenbildes arbeitend“. Die finanziellen Mittel kommen aus rein privaten Quellen und verstehen sich als unabhängig von der öffentlichen Hand und politischen Parteien. Der Geschäftsbetrieb ist nicht nach wirtschaftlichen Interessen ausgerichtet. Die zum Teil mehrtägigen Veranstaltungen sind in der Regel kostenfrei. Ferner ist die Stiftung (Mit-)Herausgeber von Büchern und anderen Veröffentlichungen.
Seit dem Jahr ihrer Gründung veranstaltet die Union Stiftung Vorträge, Seminare und Fachtagungen, die für interessierte Privatpersonen offen sind. Sie versucht dabei, aktuelle Themen aus Politik und Gesellschaft in die Veranstaltungen einfließen zu lassen.
„Von 1959-1980 hat Ministerpräsident Röder als ‚Landesvater‘ das innerparteiliche Geschehen dominiert, was ‚sich unmittelbar nachteilig auf den hauptamtlichen Apparat der Partei ausgewirkt‘ und zu einer ausgeprägten ‚Introvertiertheit‘ der Landespolitik geführt hat (Bauer 1981, S. 92-159). Als weitere Besonderheit ist auf die Union Stiftung zu verweisen, die die Vermögenswerte der alten CVP übernommen hat und einen ‚wichtigen Beitrag zur finanziellen Entlastung des Landesverbandes leistet‘ (Bauer 1981, Seite 97), sowie die Tatsache, dass hier mit 28 % (1969) bzw. 25 % (1980) der höchste Arbeiteranteil an Mitgliedern innerhalb der CDU zu verzeichnen ist (Schönbohm 1985).“

## Ziele
Nach eigenen Angaben erschöpft sich der Stiftungszweck in der demokratischen und staatsbürgerlichen Bildung, der internationalen Verständigung mit dem Schwerpunkt europäische Einigung und der Förderung von Wissenschaft, Kultur und Forschung. Das christliche Menschenbild ist Leitmotiv in allen Handlungsfeldern. Um eine Zielerreichung zu gewährleisten, werden folgende Angebote an die Bevölkerung gerichtet:
- Vorträge
- Seminare
- Podiumsdiskussionen
- Kolloquien
- Fachtagungen
- Lesungen
- Ausstellungen
- Konzerte

## Finanzierung
Die Finanzierung der Stiftungsaufwendungen erfolgt gänzlich aus privaten Mitteln. Nach eigenen Angaben erhält die Stiftung keine Zuwendungen der öffentlichen Hand oder von Parteien. Die Union Stiftung ist Anteilseigner (40 %) der Gesellschaft für staatsbürgerliche Bildung Saar mbH – gemeinsam mit den der SPD und der FDP nahestehenden Stiftungen im Saarland – und so über den 26 %-Anteil der GSB indirekt an der Saarbrücker Zeitung, die mehrheitlich der Rheinische-Post-Mediengruppe gehört, beteiligt.

## Kritik
Kritiker sehen in der Stiftung eine zunehmende ideologische Ausrichtung nach rechts. 
Das Investigationsmedium Correctiv zieht Verbindungen der Stiftung zu Netzwerken mit libertären und ultrarechten Positionen. Das zeigt sich unter anderem in der Einladung von Klimawandel-Leugnern und rechtskonservativen Referenten. Zudem unterstützt die Stiftung die „Berlin Campaign Conference“, bei der sich deutsche Konservative mit Akteuren aus dem Trump-Lager vernetzen, finanziell.